# Turkish jockey club
Le Turkish jockey club est un organisme sans but lucratif, fondé en 1950, qui gère l'organisation des courses en Turquie.
En Turquie, les courses se déroulent sur 6 hippodromes :
- à Istanbul, hippodrome de Veliefendi ;
- à Adana, celui de Yeşiloba ;
- à Ankara, l'hippodrome d'Yil ;
- à Bursa, celui d'Osmangazi ;
- l'hippodrome d'Elâzığ ;
- à Izmir, celui de Şirinyer.

Un septième est en construction[Quand ?][Où ?].

## Courses
Rendez-vous majeur de l'année, l'International Racing Festival se déroule en septembre. Cette réunion se déroule à Istanbul, sur l'hippodrome de Veliefendi, et est riche de 6 courses de groupe : 4 groupes II pour pur-sang anglais, 1 groupe I et 1 groupe II pour pur-sang arabe. La course la plus dotée est le Topkapi Trophy, groupe II pour pur-sang de 3 ans et plus sur 1 600 m : 1 020 000 $ d'allocations, dont 600 000 pour le gagnant. 
Le Turkish Jockey Club est aussi impliqué dans la création de l'école d'apprenti jockey, sur l'hippodrome de Veliefendi.

## Élevage
Pour développer les courses hippiques, il faut d'abord stimuler l'élevage.
En 2006, 1070 juments pur-sang ont été saillies par 39 étalons, dont 22 appartenant au Turkish Jockey Club ; 954 poulains sont nés. L'élevage de pur-sang arabes est moins développé, avec 439 poulinières saillies par 27 étalons (dont 19 du Jockey Club), ce qui donnera 364 naissances (52 juments n'avaient pas été pleines) cette même année.
Six haras ont été créés par le Jockey Club, 4 pour les pur-sang, 2 pour les arabes. Le plus important a ouvert ses portes en 2001 : le centre de Karacabey emploie toute l'année 220 personnes, s'étend sur 500 hectares et possède 790 box pour les poulinières. Au printemps, il accueille près de 1200 équidés (800 après juin et le départ des poulinières suitées et des 2 ans). En été, les chevaux sont sortis dans les prés à partir de 17h pour éviter les grosses chaleurs. Ils sont ensuite rentrés au petit matin.
Les étalons du Turkish Jockey Club sont majoritairement américains : 15 sur les 21 en activité en 2009. Notons en particulier la présence de :
Eagle Eyed, propre frère de Danehill, Sea Hero (gagnant du Kentucky Derby et de 2 autres groupe I aux USA), Sri Pekan, Strike The Gold (un autre gagnant du Kentucky Derby) et Divine Light (père de Natagora, par Sunday Silence).

## Source
- Site officiel